# Калиновик
Калиновик (босн. Kalinovik, серб. Калиновик / Kalinovik, хорв. Kalinovik) — город в восточной части Республики Сербской в составе Боснии и Герцеговины. Центр одноимённой общины в регионе Источно-Сараево.
Расположен к югу от Сараево.

## Население
Численность населения города по переписи 2013 года составляет 1093 человека, общины — 2240 человек.
Этнический состав населения города Калиновик по переписи 1991 года:
- сербы — 1.061 (76,60 %);
- боснийские мусульмане — 244 (17,61 %);
- хорваты — 4 (0,28 %);
- югославы — 30 (2,16 %);
- другие — 46 (3,32 %).

Всего: 1.385 чел.